# ウクライナの言語
ウクライナの言語（ウクライナのげんご、ウクライナ語：Мови в Україні,英語:Languages of Ukraine）とは、ウクライナで使用されている言語のことである。ウクライナの公用語はウクライナ語であり、東スラヴ語群に属している。人口の81%がウクライナ語を日常生活で使用しており、87%以上が仕事または勉強で使用している。ウクライナでウクライナ語に次いで話されている言語はロシア語であり、人口の34％が使用している。

## 言語と日常生活
2022年時点では、ウクライナ語を人口の81%、ロシア語を人口の34%が日常生活で使用している。つまり、人口の19%もの人がウクライナ語とロシア語の両方を日常的に使用していることになる。

### 2001年国勢調査
2001年ウクライナ国勢調査によると民族としてのウクライナ人が人口77.8%を占め、他の民族はそれぞれのロシア系ウクライナ人(17.3%)、ベラルーシ系ウクライナ人(0.6%)、モルドバ系ウクライナ人(0.5%)、クリミア・タタール人(0.5%)、ブルガリア系ウクライナ人(0.4%)、ハンガリー(マジャル)系ウクライナ人(0.3%)、ルーマニア系ウクライナ人(0.3%)、ポーランド系ウクライナ人(0.3%)、ユダヤ系ウクライナ人(0.2%)、アルメニア系ウクライナ人(0.2%)、ギリシャ系ウクライナ人(0.2%)、クリミア・カライム人(0.1%)、クリムチャク人(0.1%)、ガガウズ人(0.1%)である。
下の表は、2001年国勢調査によるウクライナ人の母語（家庭で話されている言語とは限らない）とその話者数を示している。
全体の話者数
| 言語                 | 話者数     | 合計   |
| -------------------- | ---------- | ------ |
| ウクライナ語         | 32,577,468 | 67.53% |
| ロシア語             | 14,273,670 | 29.59% |
| クリミア・タタール語 | 231,382    | 0.48%  |
| モルドバ語           | 185,032    | 0.38%  |
| ハンガリー語         | 161,618    | 0.34%  |
| ルーマニア語         | 142,671    | 0.30%  |
| ブルガリア語         | 134,396    | 0.28%  |
| ベラルーシ語         | 56,249     | 0.12%  |
| アルメニア語         | 51,847     | 0.11%  |
| ガガウズ語           | 23,765     | 0.05%  |
| ロマ語               | 22,603     | 0.05%  |
| ポーランド語         | 19,195     | 0.04%  |
| ドイツ語             | 4,206      | 0.04%  |
| ギリシャ語           | 6,029      | 0.01%  |
| ヘブライ語           | 3,307      | 0.01%  |
| スロバキア語         | 2,768      | 0.01%  |
| カライム語           | 96         | 0.00%  |
| その他               | 143,163    | 0.30%  |
| 記載なし             | 201,437    | 0.42%  |
| 全て                 | 48,240,902 | 100%   |

この表に含まれていない言語は、ルシン語（6,725人 2001年）、ウクライナ手話（54,000人 2008年時点）、イディッシュ語（11,500人 2007年時点）、ウルム語（95,000人 2000年時点 タタール語に含まれることが多い）、クリムチャク語（200人 2007年時点）である。また、代表的なロマ語であるVlax Romani languageやCarpathian Romani、Balkan Romaniも含まれていない。他にもスウェーデン語のGammalsvenska方言（2014年時点では少なくとも10人が流暢に話せ、150人がなんらかの知識を持っている）などもある。

### 地方言語
エスノローグではウクライナの40の少数言語と方言がリスト化されている。そして、ほぼ全ての言語が旧ソ連由来である。
2012年8月にウクライナ最高議会で採択された「国家語政策の原則法」が施行された結果、少なくとも州人口の10%が話している言語を「地方言語」としての地位を付与することを可能にした。しかし、国全体としてはまだまだウクライナ語が唯一の「公用語」とされていたが、州当局が採用していくにつれて教育機関や地方官庁、裁判所、国営通信などでも受け入れられていった。
2014年2月、ウクライナ最高議会は地方言語に関する法律の廃止を決定したにもかかわらず、当時の大統領代行であるオレクサンドル・トゥルチノフはこの決定への署名を拒否した。2014年9月、ウクライナの憲法裁判所はこの法律の合憲性を審査し始めた。そして、2018年2月28日、法律は違憲であると判決を下した。欧州評議会によるとこの法律は少数言語の言語権を公正に保護できないとした。

### 外国語
ウクライナで教えられている主な言語は英語である。オンラインのアンケートによるとウクライナ人のおよそ50%が英語を喋れるという結果となった。

## ウクライナにおける言語に関する調査の結果
右の円グラフは1897年ロシア帝国国勢調査による1897年のウクライナ（当時はロシア帝国の9つの県）における言語構成である。
1897年のウクライナにおける言語構成

### ロシア帝国の9つ県の一覧
- チェルニーヒウ県（英語版）
- ハルキウ県（英語版）
- ヘルソン県
- キエフ県 (ロシア帝国)
- ポジーリャ県（英語版）
- ポルタヴァ県
- タヴリダ県
- ヴォルィーニ県 (近代)
- エカテリノスラフ県

### 21世紀初頭
親ロシア派の社会政治学法人であるFOM-Ukraineが2009年10月に1000人を対象に行った調査では52%の人がロシア語をコミュニケーションの手段として使うと回答。41%の人がウクライナ語を使うと回答し、8％の人が両方を使うと回答した。
リサーチ・アンド・ブランディング・グループが2010年3月に行った調査では65%の人がウクライナ語を母語だと回答し、33%の人がロシア語が母語だと回答した。そして、この調査ではロシア語の基礎的な知識を持っている人(76%)がウクライナ語の基礎的な知識を持っている人(69%)よりも多いことがわかった。さらに、調査の回答者の46%はロシア語よりもウクライナ語を話すことを好み、38%の人はウクライナ語よりもロシア語を話すことを好んだ。そして16の人%は両方を同じぐらい話すことを好んだ。
2009年11月に行われた調査では54.7%のウクライナ人がウクライナにおける言語の問題には無関係であり、各人が好きな言語を話すことができ、他の重大な問題がこの国には存在していると回答した。14.7%の人が言語の問題は重大であり、早急に解決しなければいけない問題であると回答した。残りの28.3%の人は言語の問題は解決しなければならないが、先送りにしてかまわないと回答した。
2011年8月にラズムコヴァ・センターが行った調査では53.3%の人がウクライナ語を日常生活で使用していると回答し、44.5%の人がロシア語を日常生活で使用していると回答した。
2012年5月にレーティング (ウクライナ)が行った調査では50%の人がウクライナ語を母語だと考えていると回答し、29%がロシア語を、20%がウクライナ語とロシア語の両方を、1%がその他の言語を母語だと考えていると回答した。
2015年12月11日から23日にかけてラズムコヴァ・センターが10,071人を対象にロシアが支配しているクリミアと分離主義者が支配しているドネツクとルハンスクを除いた、ウクライナの全ての地域で行った調査では60％のウクライナ人がウクライナ語を母語だと考えているとし、15%がロシア語、22%がウクライナ語とロシア語の両方（内2%は別の母語も持っていた）、37%が仕事で使う言語としてウクライナ語とロシア語を同じぐらい使い、21%が両方でコミュニケーションを取れるバイリンガルだった。この調査での誤差は1%だった。

## 地図

### ウクライナ全土

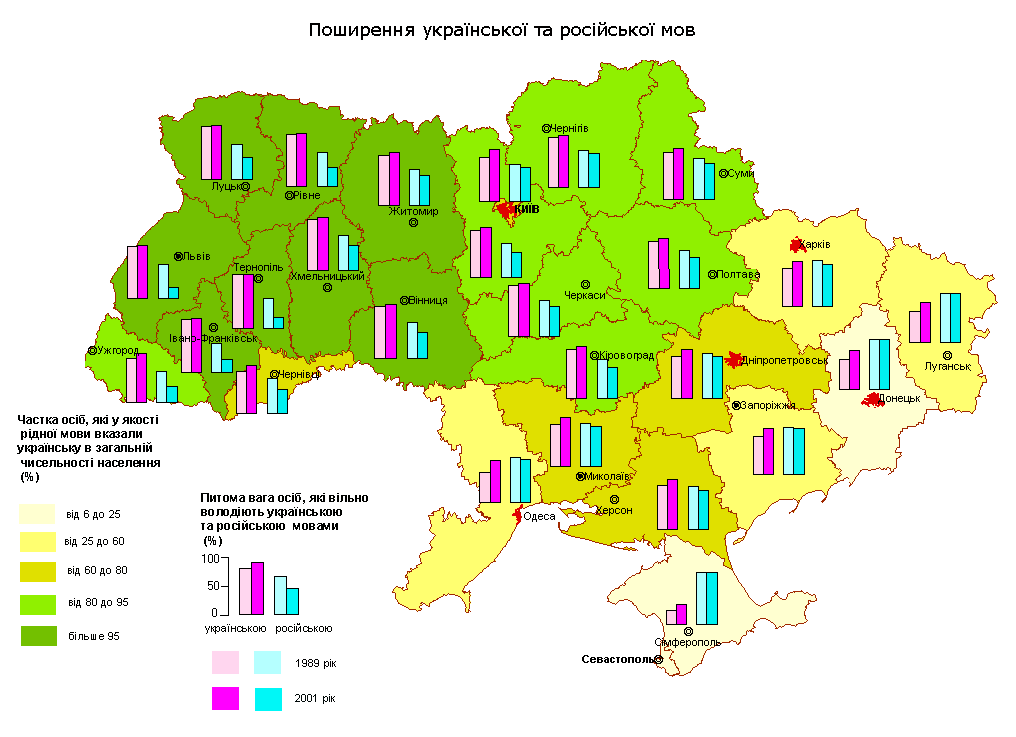
1989 / 2001 ウクライナにおけるウクライナ語話者（赤）とロシア語（青）話者の比較
ウクライナ語を母語としている人口の割合(2001)
ロシア語を母語としている人口の割合(2001)
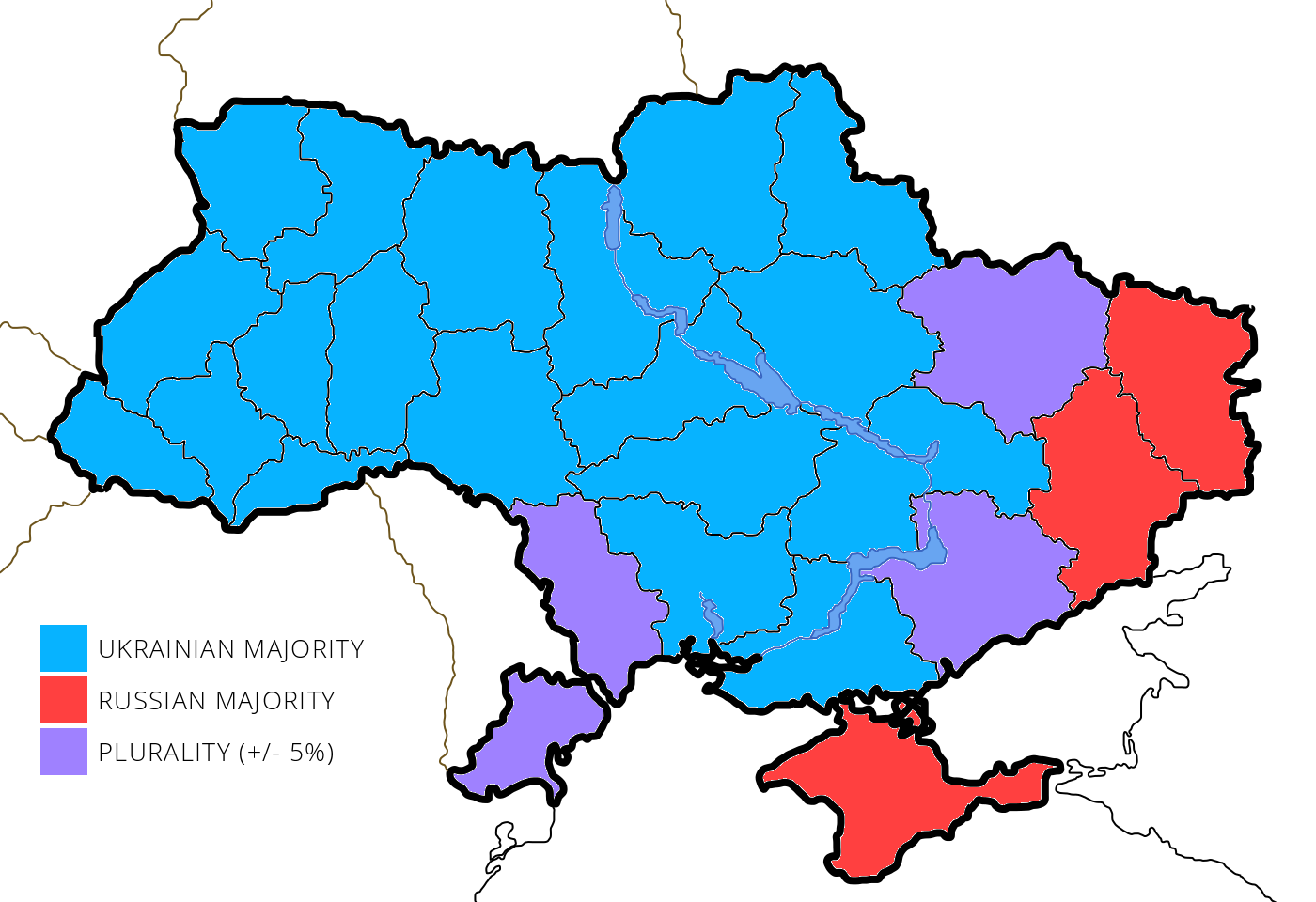
ウクライナ人の母語(2001)
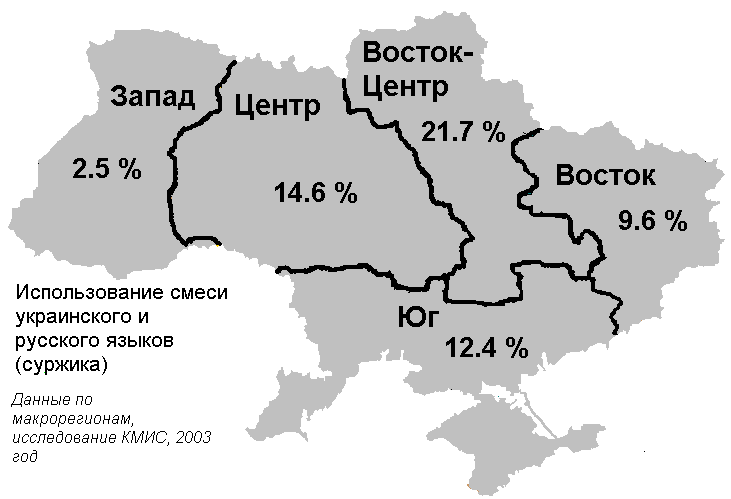
地域別のスルジク話者の割合(2003)

### クリミア

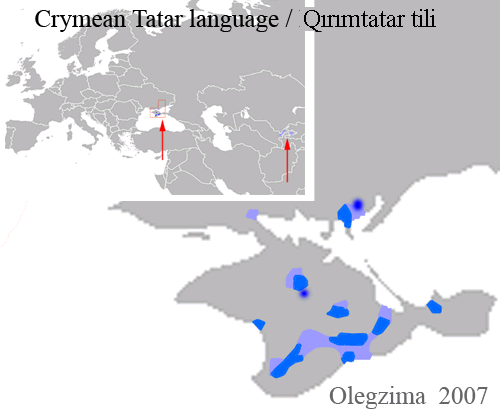
クリミアでクリミア・タタール語が使われている場所(2003)

## 言語政策
2016年11月にウクライナのラジオ局は毎日、ウクライナ語の歌を流すことを要求する法律が施行された。またこの法律はテレビやラジオのニュース番組の60%をウクライナ語で放送することを保証するように要求した。
2017年9月にもウクライナは公教育おける言語に関して同様の法律を制定した。この法律は全ての学校の第二外国語を必要としない授業で国語であるウクライナ語を使用することを義務付けた。ただし、「英語または欧州連合の他の公用語」を使用する授業は例外とされた。2019年5月にウクライナの閣僚会議で新しいウクライナ語の正書法が採択された。